# Municipio de Grand River (Kansas)
El municipio de Grand River (en inglés: Grand River Township) es un municipio ubicado en el condado de Sedgwick en el estado estadounidense de Kansas. En el año 2010 tenía una población de 603 habitantes y una densidad poblacional de 6,51 personas por km².

## Geografía
El municipio de Grand River se encuentra ubicado en las coordenadas 37°41′2″N 97°45′24″O / 37.68389, -97.75667. Según la Oficina del Censo de los Estados Unidos, el municipio tiene una superficie total de 92.64 km², de la cual 90,59 km² corresponden a tierra firme y (2,21 %) 2,05 km² es agua.

## Demografía
Según el censo de 2010, había 603 personas residiendo en el municipio de Grand River. La densidad de población era de 6,51 hab./km². De los 603 habitantes, el municipio de Grand River estaba compuesto por el 97,35 % blancos, el 0,66 % eran amerindios, el 0,17 % eran asiáticos, el 1 % eran de otras razas y el 0,83 % eran de una mezcla de razas. Del total de la población el 1,49 % eran hispanos o latinos de cualquier raza.